# Charlotte Gilg-Benedict
Charlotte Gilg-Benedict (1872 - 1965) fue una botánica alemana, especialista en la familia Capparaceae, y fue por muchos años asistente de EG Gilg y coautora con él: Gilg & Benedict.

## Algunas publicaciones

### Libros
- a. Engler, gerhard Brückner, charlotte Gilg-Benedict, h. Harms, gust. o.a. Malme, r. Pilger, k. Prantl, w. Ruhland, o. Schwartz, f. Vierhapper. 1930. Bd. 15a Angiospermae: Reihen Farinosae, Liliiflorae, Scitamineae /redigiert von L. Diels. Ed. Engelmann. 707 pp.
- La abreviatura «Gilg-Ben.» se emplea para indicar a Charlotte Gilg-Benedict como autoridad en la descripción y clasificación científica de los vegetales.[2]

## Literatura
- Zander, R. 1984. Fritz Encke, Günther Buchheim, Siegmund Seybold: Handwörterbuch der Pflanzennamen. Ulmer Verlag. Stuttgart. ISBN 3-8001-5042-5